# Peperomia abyssinica
Peperomia abyssinica är en pepparväxtart som beskrevs av Friedrich Anton Wilhelm Miquel. Peperomia abyssinica ingår i släktet peperomior, och familjen pepparväxter. Inga underarter finns listade i Catalogue of Life.